# Calliactis valdiviae
Calliactis valdiviae is een zeeanemonensoort uit de familie Hormathiidae.
Calliactis valdiviae is voor het eerst wetenschappelijk beschreven door Carlgren in 1938.